# Heinrich Janke

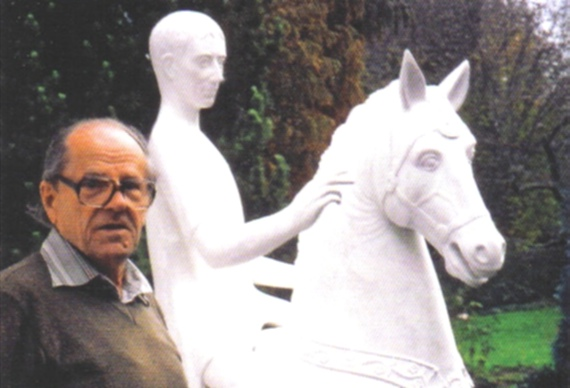
Heinrich Janke vor dem Gipsmodell seiner Reiterstatue des Augustus, 2007

Heinrich Janke (* 4. Juli 1930 in Graudenz, Westpreußen; † 16. Oktober 2023) war ein deutscher Designer und Bildhauer.

## Leben
Heinrich Janke wuchs in Graudenz in Westpreußen auf und besuchte die dortige Volksschule. Im Dezember 1944 flüchtete die Familie nach Celle, wo er seine schulische Ausbildung an der Oberrealschule fortsetzte und 1947 mit der Mittleren Reife beendete. Nach einer Schreinerlehre und einigen Zwischenstationen gelangte Janke nach Hannover, wo er an der Fachhochschule ein Studium der Bildhauerei und Design aufnahm. Nach seinem Staatsexamen wurde er Meisterschüler bei Hermann Scheuernstuhl und sammelte auch im Atelier des Düsseldorfer Bildhauers Ewald Mataré Erfahrungen, die ihn so tief prägten, dass er heute noch als "Mataré-Schüler" bezeichnet werden kann. Dabei kam er nach 1949 mit einem anderen bekannten Mataré-Schüler in Kontakt, dem Bildhauer Joseph Beuys.
1954 trat Janke als Formgestalter in das in Wetzlar ansässige Optik-Unternehmen Ernst Leitz ein, wo er es bis zum Chef-Designer brachte. Nebenher unterrichtete er 14 Jahre Kunst und Design an der Volkshochschule und 6 Jahre in der Goetheschule in Wetzlar, letzteres auch im Auftrag seines Unternehmens. 1964 gehörte er zu den Gründungsmitgliedern des Wetzlarer Kunstvereins.
Nach seinem Eintritt in den Ruhestand im Jahre 1989 widmete sich Janke intensiv seinen verschiedenen Interessen, zu denen auch die Archäologie gehörte; er war inzwischen ehrenamtlicher Kreisdenkmalpfleger des Lahn-Dill-Kreises geworden. Welche Bandbreite seine Tätigkeit hier umfasst, zeigt sich darin, dass er etwa die von einer Schüler-Arbeitsgemeinschaft aus Bad Homburg vor der Höhe durchgeführte Erforschung eines mittelalterlichen Rennofens bei Weilburg anleitete, aber auch die berühmte Nachbildung der Reiterstatue des Augustus auf dem Römischen Forum in Waldgirmes schuf. Im künstlerischen Bereich trat er durch mehrere Ausstellungen hervor.
Für seine vielfältigen Tätigkeiten erhielt Heinrich Janke 1986 den Ehrenbrief des Landes Hessen. 2001 verlieh ihm Bundespräsident Johannes Rau das Bundesverdienstkreuz am Bande und 2007 folgte die Verleihung des „Ehrenamtspreises für vorbildliches Engagement in der Denkmalpflege“ durch das Landesamt für Denkmalpflege Hessen.
Heinrich Janke war verheiratet und Vater einer Tochter.

## Veröffentlichungen (Auswahl)
- Inventar der vor- und frühgeschichtlichen Denkmäler von Hessen, hrsg. von der Landesarchäologie von Hessen, Wiesbaden, Band II: Der Kreis Biedenkopf, bearb. von Heinrich Janke, mit einem Anhang von Hans Nettlau (Bonn 1973).
- Vorgeschichte des Kreises Wetzlar: 8 Hefte vom Paläolithikum bis zur fränkisch-merowingischen Zeit (Wetzlar 1973 ff.)
- Ein Kultplatz der jüngsten Bronzezeit bei Dornholzhausen, in: Mitteilungen des Wetzlarer Geschichtsvereins, 31, 1985, S. 12–20.
- Grabhügelfunde aus der Umgebung Wetzlars. Fundbestände verschiedener Zeitstellung aus einer Privatsammlung, in: Fundberichte aus Hessen 37/38, 2001, S. 39–127.
- Untersuchung zur Tragweise und zum Guss geschlossener Halsringe der späten Hallstattzeit, in: Fundberichte aus Hessen 42/43, 2002/2003 (2007)
- Eine Eisenverhüttungsanlage bei Braunfels-Philippstein. Mittelalterliche und vorgeschichtliche Funde, in: Mitteilungen des Wetzlarer Geschichtsvereins 42, 2004, S. 27–37.
- Ein jungpaläolithischer Fundplatz bei Braunfels, in: Denkmalpflege und Kulturgeschichte 4/2006, Seite 22–23.
- Untersuchung gefährdeter Relikte bei Braunfels-Philipstein ("Anscheid"), in: Mitteilungen des Wetzlarer Geschichtsvereins 43, 2007, S. 1–5.